# Szautrántika
A szautrántika  azaz ismeretelméleti iskola korai buddhista iskola volt, amelyet általában a szthaviraváda iskola alá szoktak sorolni, azon belül is a szarvásztiváda irányzaton belül. Az elnevezés szó szerint annyit tesz, hogy  "azok, akik a szútrákra hagyatkoznak", amely azt jelzi, hogy ez az iskola elutasította a többi korai buddhista iskolák Abhidharma szövegeit. A vaibhásika iskola szerint a tudat a tárgyát mindenfajta közvetítés nélkül észleli. A szautrántika ezzel szemben az tartja, hogy az érzékelésben nem közvetlenül maga a dolog, hanem annak csupán egy vetülete, "aspektusa" (ákára) jelenik meg.

## Története
A szarvásztivádákat néha úgy említették, hogy a dárstántika-iskola ("azok, akik a példamódszert használják").  Ezt az elnevezést pejoratív értelemben használták. Charles Willemen szerint az egykor Gandhára területén aktívan működő szautrántika iskola a szarvásztiváda iskola nyugati ágához tartozott egészen az i.sz. 200 környékéig, amikor is kivált belőle és ekkortól jelent meg először az iskola neve is. Más tudósok kevésbé magabiztosan azonosítják be a szautrántika szektát. Nobujosi Jamabe a szautrántika pontos beazonosítását egyenesen a buddhista tudományosság egyik legnagyobb talányának tartja. A szautrántika iskola megalapítását egy Kumaralata (1. század körül) nevű szerzetesnek tulajdonítják, ugyanis az iskola tagjait úgy is nevezték, hogy Kumaralata tanítványai.
Vaszubandhu indiai buddhista szerzetes Abhidharma-kosa című művében az szerepel, hogy a szautrántikák hittek abban, hogy egyszerre lehetséges több Buddha is egy időszakban.
A szautrántika ontológiai kérdésekben különbözött a szarvásztiváda iskolától. Amíg a szarvásztiváda abhidharma egy teljes rendszert írt le, amelyben a múltban, jelenben és jövőben történő jelenségeknek van saját létezésük, addig a szautrántikák az "extrém pillanatnyiság" tanát hirdették, amely szerint csak a jelen pillanat létezik. Úgy tűnik, hogy az ő álláspontjuk szerint a szarvásztiváda nézőpont a buddhista állandótlanság tanának nem felel meg.  A szarvásztiváda abhidharma az emberi tapasztalásokat is lebontotta különböző mögöttes jelenségek alapján (a modern théraváda abhidhammához hasonlóan). A szautrántika irányzat nem tesz ilyen jellegű megkülönböztetéseket.
Ők az ásraja koncepciót használták (szubsztrátum, menedék) az újjászületéskor folytatódó tudat magyarázatára, míg a pudgalaváda és vátsziputríja irányzatok a pudgalát (egy 'személyi entitás', amely különbözik az öt szkanhától), amely a nem-buddhista indiai filozófia átman koncepciójának felel meg. Vaszubandhu indiai szerzetes és tudós szimpatizált a szautrántika több tanításával és ennek megfelelően írt egy vaibhásika szektával kapcsolatos kritikát, amely gyakorlatilag a szautrántika nézőpontjából szól.
A szautrántika iskolával kapcsolatos különálló szerzetesi szabályzatot nem találtak, sőt utalást sem az esetleges létezéséről. Ebből arra következtetnek a tudósok, hogy a szautrántika csupán a szarvásztiváda iskola egyik irányzata volt.